# 哈里·图奥希马
哈里·图奥希马（芬蘭語：Harri Tuohimaa，1959年11月21日—），生于图尔库，芬兰男子冰球运动员。他曾代表芬兰国家队参加1984年冬季奥林匹克运动会冰球比赛，获得第六名。